# Công quốc Modena và Reggio
Công quốc Modena và Reggio (tiếng Ý: Ducato di Modena e Reggio, tiếng La Tinh: Ducatus Mutinae et Regii) là một nhà nước trên Bán đảo Ý, được thành lập vào năm 1452 nằm ở Tây Bắc Ý, thuộc vùng Emilia-Romagna ngày nay. Nó được cai trị kể từ khi thành lập bởi dòng chính của Nhà Este, và kể từ năm 1814 bởi chi nhánh Austria-Este của Nhà Este. Vương triều Este là nhà tài trợ lớn cho nghệ thuật, khiến Công quốc trở thành một tài liệu tham chiếu về văn hóa trong suốt thời kỳ Phục Hưng và Baroque.

## Nhà Este
Năm 1452, Hoàng đế Frederick III, Hoàng đế Thánh chế La Mã đã trao công quốc cho Borso d'Este, người mà gia đình của ông đã cai trị thành phố Modena và Reggio Emilia gần đó trong nhiều thế kỷ. Năm 1450, Borso cũng đã kế vị anh trai của mình với tư cách là Phiên địa Bá tước ở Công quốc Ferrara liền kề với Lãnh địa Giáo hoàng, nơi ông nhận tước hiệu công tước vào năm 1471. Vùng đất Este ở biên giới phía nam của Đế quốc La Mã Thần thánh với Lãnh địa Giáo hoàng đã hình thành một quốc gia vùng đệm ổn định vì lợi ích của cả hai.
Các công tước Este đầu tiên cai trị lãnh thổ rất tốt và đạt được đỉnh cao về kinh tế và văn hóa: Người kế vị của Borso là Công tước Ercole I đã cho xây dựng lại thành phố Modena theo kế hoạch do Biagio Rossetti thiết kế, những người kế vị ông là những người bảo trợ cho các nghệ sĩ như Titian và Ludovico Ariosto. Trong Chiến tranh của Liên minh Cambrai từ năm 1508, quân đội của Modena đã chiến đấu bên phe của Giáo hoàng chống lại Cộng hòa Venice. Sau cái chết của Công tước Alfonso II vào năm 1597, dòng công tước bị tuyệt tự. Vùng đất Este được trao cho Cesare d'Este, em họ của Alfonso; tuy nhiên, việc kế vị đã không được Giáo hoàng Clement VIII thừa nhận và cuối cùng Ferrara đã bị Giáo hoàng nắm quyền. Cesare có thể giữ Modena và Reggio làm thái ấp của Hoàng gia.